# Гончарук, Алексей Валерьевич
Алексе́й Вале́рьевич Гончару́к (укр. Олексій Валерійович Гончарук; род. 7 июля 1984 года, Жмеринка, Винницкая область, Украинская ССР, СССР) — украинский государственный и политический деятель, юрист.
Премьер-министр Украины (29 августа 2019 — 4 марта 2020). Заместитель руководителя Офиса президента Украины (21 мая — 29 августа 2019).

## Биография

### Семья
Отец — Валерий Юрьевич Гончарук был военным, служил в Ираке, погиб в 2003 году в ДТП.
Мать — Татьяна Владимировна Гончарук, медик. Когда Алексею было 16 лет, мать уехала на заработки в Италию, где живет до сих пор.
Есть младший брат.

### Образование
Окончил среднюю школу № 2 в городе Городня Черниговской области, где и вырос. После окончания школы поступил в Институт права имени князя Владимира Великого Межрегиональной академии управления персоналом, которую окончил по специальности «Правоведение», учился там с 2001 по 2006 год.
В 2012 году окончил Национальную академию государственного управления при президенте Украины.
Также выпускник Aspen Institute Kyiv (Институт Аспена) и Киево-Могилянской бизнес-школы. Магистр государственного управления.

### Юридическая карьера
Будучи студентом МАУП старших курсов, работал младшим юристом ООО «Городнянский завод продтоваров». В 2005 году поступил на работу в инвестиционную компанию PRIOR-Invest (Киев) — первоначально юрист, затем с 2006 года возглавлял там юридический отдел.
В 2007 году получил свидетельство про право на занятие адвокатской деятельностью. С 2018 года это свидетельство приостановлено.
С 2008 года — основатель и управляющий партнёр, а также арбитражный управляющий юрфирмы «Constructive Lawyers». С 2009 года президент Ассоциации помощи пострадавшим инвесторам.
Являлся председателем третейского суда в Союзе инвесторов Украины и заместителем гендиректора ООО «Первая украинская индустриально-инвестиционная компания».
Автор многочисленных публикаций.
16 октября 2019 года на фоне обвинений в СМИ в фальсификации данных о наличии у себя учёной степени доктора философии (о чём он утверждал в методическом пособии «Закон Украины. О выборах народных депутатов Украины»), вынужден был публично заявить, что «не является учёным и никогда научной деятельностью не занимался».

### Политическая карьера
По собственным словам, «участник Революции Достоинства».
На внеочередных парламентских выборах 2014 года баллотировался в Верховную раду по списку партии «Сила людей» (под № 1), она набрала 0,11 % голосов и не преодолела проходной барьер.
С января по август 2015 года советник министра экологии и природных ресурсов Игоря Шевченко, впоследствии советник первого вице-премьер-министра — министра экономразвития и торговли Степана Кубива.
Сооснователь праволиберального движения «Люди важны» (укр. Люди важливі).
С сентября 2015 года возглавлял финансируемый Евросоюзом экспертно-аналитический центр «Офис эффективного регулирования» (BRDO), созданный по инициативе министра экономического развития и торговли Айвараса Абромавичуса, фокусировавшийся на реформах в экономической сфере.

### Работа в команде Владимира Зеленского
Как отмечает в июне 2019 года НВ, политологи причисляют Гончарука к либеральному крылу в окружении Зеленского. В интервью указанному изданию в то же время Гончарук рассказывает: «За последние полгода мне предлагали стать частью команды Владимира Зеленского разные люди, запрос у всех был одинаковым. Они искали человека, который мог бы создать экономическое крыло команды, смог бы ускорить темп ключевых реформ с фокусом на экономику и евроинтеграцию… В конце концов, меня пригласил для разговора Андрей Богдан, и, после нескольких бесед с ним, я согласился». Тогда же заявлял: «Мы находимся фактически в состоянии гибридной войны с нашим северным соседом [Россией]».
По свидетельству Сергея Шефира, первого помощника президента Зеленского, именно Богдан протежировал назначение Гончарука своим заместителем в Офисе президента Украины. Как пишет «Украинская правда», с Богданом Гончарука весной 2019 года познакомил Дмитрий Дубилет.
Член Национального инвестиционного совета (с 21 июня 2019), который также познакомил Гончарука и с самим Зеленским.
25 июня 2019 года Алексей Гончарук назначен заместителем руководителя Офиса президента Украины.
Гончарук заявлял (июль 2019), что будущее украинское правительство должно будет разрешить большую и всеохватывающую приватизацию в стране, а также (июль 2019) что на Украине до конца года планируется отменить мораторий на продажу земель сельскохозяйственного назначения и осуществить запуск рынка земли.
На сайте Кабинета министров Украины отмечается, что работая в Офисе президента Гончарук работал над реформами, направленными на упрощение ведения предпринимательства, улучшение инвестиционного климата, открытие рынка земли и ряда других проблем. Также в этот период была проведена полная инвентаризация указов президента, после чего отменено более 160 устаревших указов.

### Во главе правительства
В июле 2019 года, согласно изданию «Украинская правда», Гончарука называют основным кандидатом на пост главы правительства Украины.
В начале августа 2019 года Гончарука в числе четверых основных претендентов на пост премьер-министра у партии «Слуга народа» называет Давид Арахамия. 27 августа ряд украинских изданий сообщили, что президент Владимир Зеленский предложит парламенту назначить Алексея Гончарука на пост премьер-министра Украины.
29 августа 2019 года назначен премьер-министром Украины.
Правительство Гончарука сменило руководителей на большинстве государственных предприятий, которые годами СМИ связывали с коррупционными схемами. Среди них: ОПЗ, Энергоатом, Артемсоль, Центрэнерго.
13 октября 2019 года посетил благотворительный концерт для ветеранов боевых действий на Донбассе Veterans strong party, где, в частности, выступила рок-группа «Сокира Перуна», которую в свое время называли скинхед-группой. Позже на фоне возникшего резонанса Гончарук заявил, что не является сторонником право- или леворадикальных взглядов, а само мероприятие посетил по приглашению ветеранов.
3 марта 2020 года подал в отставку, вечером того же дня парламентская фракция «Слуга народа» на своем заседании проголосовала за удовлетворение заявления Гончарука об отставке и назначение на пост главы правительства вице-премьера — министра развития громад и территорий Дениса Шмыгаля. 4 марта комитет Верховной Рады по вопросам организации государственной власти, местного самоуправления и градостроительства рекомендовал парламенту принять отставку (за высказались 23 члена комитета, против — 2, всего в комитете было 28 депутатов). В тот же день парламент отправил правительство в отставку, решение поддержали все фракции и депутатские группы, кроме «Европейской солидарности» и «Голоса». Прибывший в парламент президент Владимир Зеленский объяснил необходимость смены правительства недостаточными достижениями и усилиями, а также провалами в работе. Позже он также упоминал о претензиях со стороны депутатов «Слуги народа» и подорванной репутацией Гончарука из-за публикаций плёнок с его разговорами.
Сам Гончарук связывал свою отставку с систематической борьбой с коррупцией его правительства и перекрывании коррупционных схем отдельных групп влияния. Параллельно в СМИ появилась информация, что одной из главных причин его отставки стало решение о замене руководства компании «Центрэнерго» и трёх облэнерго. Деятельность «Центрэнерго» и его менеджмента связывают с олигархом Игорем Коломойским.

### Плёнки Гончарука
15 и 16 января 2020 года на YouTube появились две аудиозаписи, где Алексей Гончарук на совещании с руководством Минфина и Национального банка обсуждает экономические познания Зеленского и называет себя «профаном в экономике». Раскруткой сюжета занимались анонимный Telegram-канал «Темный рыцарь», издание Страна.ua и близкие к предпринимателю Игорю Коломойскому депутаты «Слуги Народа» Максим Бужанский и Александр Дубинский. Сам премьер-министр назвал публикацию записей медиа-атакой, направленной против шедшего верным путём правительства.
17 января подал президенту Украины заявление об отставке, хотя по процедуре должен был направить его в Верховную раду. Пост Гончарука об отставке появился в 09:21, в 09:26 вышел комментарий главы фракции «Слуга Народа» Давида Арахамии о командности премьера и необходимости его сохранения. Офис президента в 09:35 сообщил о получении заявления Зеленским. Вечером того же дня президент встретился с Гончаруком и отказался принимать его отставку, также поручив правоохранительным органам за две недели найти лиц, записавших встречу. Из-за случившегося были ужесточены правила охраны председателя Верховной Рады Дмитрия Разумкова: при входе в его кабинет посетители теперь должны были сдавать мобильные телефоны.
5 февраля СБУ провело обыски в студии программы «Гроши» на телеканале 1+1, руководимой Александром Дубинским, а также на квартирах бывших и нынешних сотрудников СМИ: Дубинского, Евгения Куксина, Дениса Данько и Александра Низовцева. На следующий день Владимир Зеленский заявил о том, что запись разговора премьер-министра загрузили в интернет с устройства в офисе телеканала и программы «Гроши». В июне 2020 года Зеленский заявлял о том, что до сих пор не знает, кто стоит за организацией прослушки.

### После премьерства
В первом интервью после отставки заявил, что остаётся в политике и связывает с ней свою дальнейшую жизнь.
1 сентября 2020 года американская организация Атлантический совет написала на своём сайте, что Гончарук войдёт в команду аналитического «Центра Евразия».